# 32226 Vikulgupta
2000 OQ23 (asteroide 32226) é um asteroide da cintura principal. Possui uma excentricidade de 0.11161660 e uma inclinação de 4.19767º.
Este asteroide foi descoberto no dia 23 de julho de 2000 por LINEAR em Socorro.